# Thomas Chatterton
Pour les articles homonymes, voir Chatterton.
 (mars 2017).
Si vous disposez d'ouvrages ou d'articles de référence ou si vous connaissez des sites web de qualité traitant du thème abordé ici, merci de compléter l'article en donnant les références utiles à sa vérifiabilité et en les liant à la section « Notes et références ».
Thomas Chatterton, né le 20 novembre 1752 à Bristol et mort le 24 août 1770 à Holborn, est un poète et mystificateur anglais.
Ayant attribué ses œuvres à un moine médiéval du nom de « Rowley », il fut accusé à tort d’être un faussaire par certains de ses contemporains les plus influents. Il est reconnu comme un poète de talent, malgré sa mort à l'âge de 17 ans, ayant préféré se suicider à l’arsenic plutôt que de mourir de faim, devenant ainsi pour les romantiques le symbole de l’homme de génie non reconnu.

## Vie et œuvre

### Prime enfance
Thomas Chatterton est né le 20 novembre 1752 à Bristol, où les membres de sa famille occupaient le poste de sacristain de l’église paroissiale de Sainte-Mary-Redcliffe depuis près de deux siècles.
Son père, également prénommé Thomas, était maître d’école à Pyle Street, et sous-chantre de la cathédrale de Bristol. Passionné de musique et de lecture, collectionnant les pièces de monnaie romaines, il s’intéressait également à la magie en étudiant les écrits de Cornelius Agrippa. Malgré cette culture qui l’élevait au-dessus de sa classe sociale, il était considéré comme un personnage dépravé, voire violent. Le père étant mort environ trois ou quatre mois avant la naissance de son fils, ce fut donc sa mère qui s’occupa de l’éducation du jeune Thomas et de sa sœur Mary, de deux ans son aînée. Elle créa également une école de jeunes filles et s’occupa de divers travaux de couture ornementale.

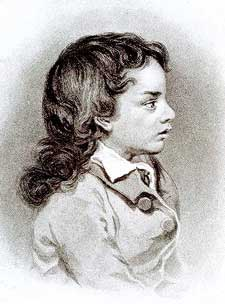
Thomas Chatterton enfant.

L’enfance de Thomas Chatterton est déterminante pour la compréhension de l’évolution du poète. Il fut un enfant borné qui n’avait pas encore appris grand-chose à l’âge de quatre ans, puis, dès l'âge de six ans, capable de plonger dans de longues périodes d’abstraction et de pleurs dénués de raison, tant et si bien que sa mère et sa grand-mère prirent peur pour sa raison et le considérèrent comme un «idiot complet». Sa sœur raconte qu’il avait également développé, assez prématurément, un goût pour la prééminence, et se comportait avec ses compagnons comme s’il était leur maître et eux ses domestiques. À sept ans et demi, il convainquit sa génitrice qu’elle n’avait pas mis un idiot au monde en apprenant à lire rapidement au moyen d’une Bible en écriture gothique (Thomas Chatterton détestait lire dans des livres de format restreint). Dès lors, Chatterton dévora avec ferveur tous les volumes qui lui tombaient sous la main et s'intéressa tout autant à l’héraldique qu'à l’histoire, à l’astronomie et à la théologie.
À l’âge de huit ans, persuadé qu’il deviendrait célèbre, Thomas Chatterton lisait toute la journée. Il fut admis à l'Edward Colston’s Charity, une école de charité locale. Limité à l’arithmétique, à la lecture, à l’écriture et au catéchisme, le programme était peu étoffé. L’espoir et la soif de connaissance de Chatterton en pâtirent, le poussant à la conclusion qu’il apprendrait mieux chez lui. Une anecdote illustre très bien cette envie de reconnaissance qui émergea très tôt chez Chatterton. Un potier lui promit une boule en terre cuite marquée de l’inscription de son choix. L'homme devait probablement s’attendre à ce que le jeune Chatterton lui demande de graver une phrase tout à fait banale, telle que «la boule de Thomas». « Peins-moi, lui dit Chatterton, un ange avec des ailes et une trompette, pour claironner mon nom de par le monde. »

### Le poète maudit

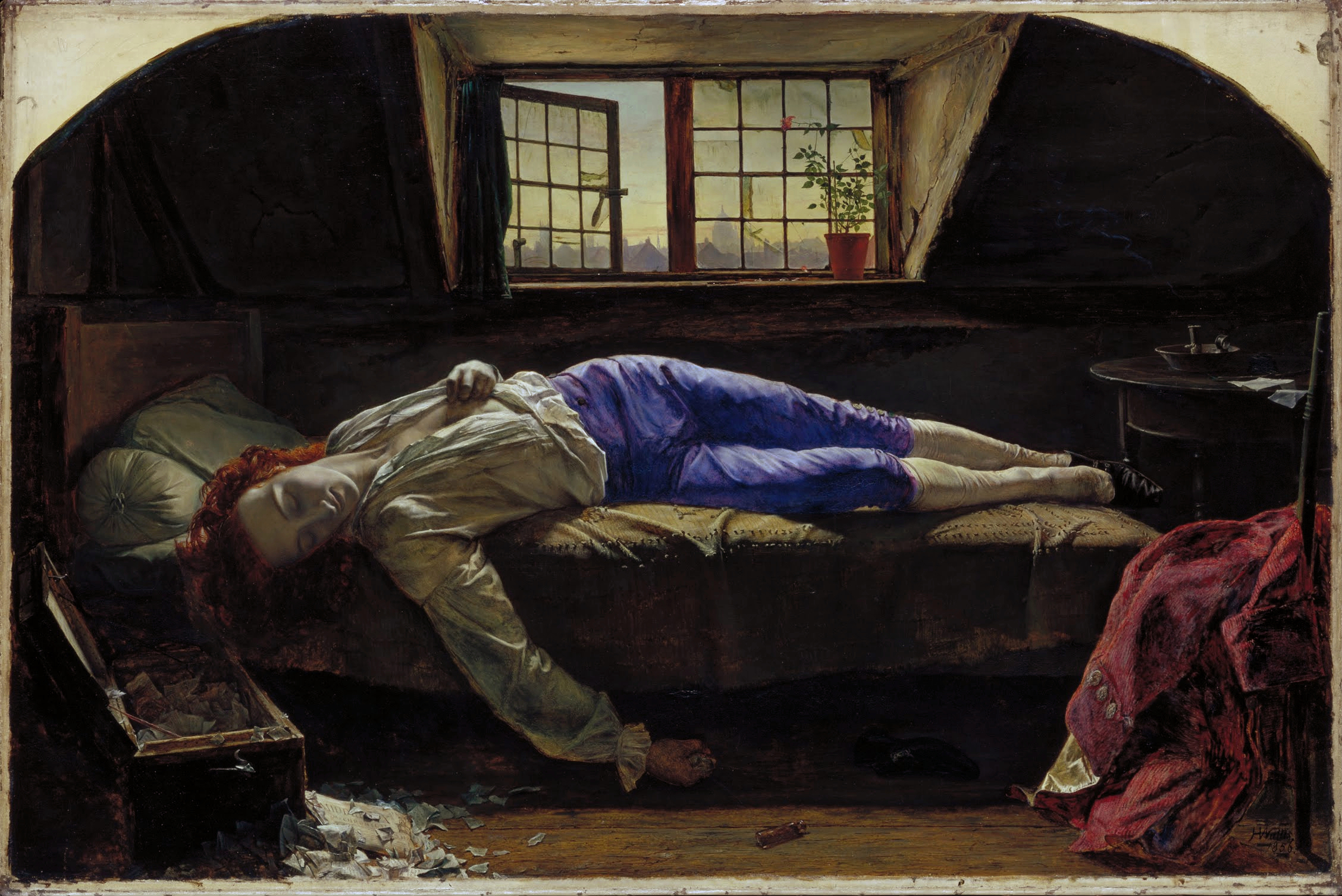
Chatterton par Henry Wallis (1856), huile sur panneau d’acajou de 17,3 × 25,25 cm (Birmingham Museum and Art Gallery).

Ayant composé des satires dès l’âge de onze ans, il fit paraître, à seize ans, plusieurs morceaux écrits dans un style antique. Il envoya à cette époque des vers à Horace Walpole, qui commença par les admirer puis, ayant appris l’âge de leur auteur, les lui renvoya avec dédain. Il est principalement connu pour sa poésie écrite sous le nom d’un moine du XVe siècle, Thomas Rowley. Il vint à Londres, croyant y faire fortune ; mais n’ayant pas trouvé de moyens suffisants d’existence, et son protecteur venant de mourir, il s’empoisonna à l’arsenic (1770), après avoir lutté quelques jours contre la faim ; il avait 17 ans, neuf mois et quatre jours. 
Cependant, une tâche brunâtre retrouvée sur un de ses carnets de note peut laisser à penser qu'il s'automédicamentait avec des opiacés. La cause de sa mort pourrait donc être une overdose médicamenteuse accidentelle au laudanum.
On s’intéressa à lui après sa mort, et l’on recueillit ses œuvres, en 1771 et 1803. 
Elles ont été traduites par Javelin Pagnon (avec une Vie de Chatterton, par Auguste Callet), 1840, 2 volumes in-8°.

## Hommages posthumes
Alfred de Vigny rend hommage à Chatterton dans une grande partie de son roman Stello (1832), ainsi que dans sa pièce de théâtre, Chatterton, écrite en 1834 et jouée pour la première fois  le 12 février 1835. 
Cette pièce a été adaptée à l'opéra par Ruggero Leoncavallo (1857-1919), en 1876. L'oeuvre n'a été créée qu'en 1896 dans une version révisée en quatre actes (l'oeuvre originale n'en comportant que trois). 
Le peintre anglais Henry Wallis a représenté le poète sur son lit de mort dans son tableau Chatterton.
En 1967, Serge Gainsbourg écrit et compose une chanson intitulée Chatterton dans laquelle il énumère plusieurs grands personnages historiques suicidés et en commençant chaque couplet par « Chatterton ! Suicidé ! » Plus tard, le chanteur-compositeur brésilien Seu Jorge a réalisé une variante de cette chanson en gardant le même titre.
Chatterton est le neuvième album studio d'Alain Bashung, paru le 17 mai 1994 chez Barclay Records. Le morceau le plus connu issu de cet album est Ma petite entreprise.
Le groupe français Feu! Chatterton se réfère également à lui et au tableau d'Henry Wallis Chatterton : le groupe choisit de rendre hommage à Thomas Chatterton en reprenant son nom de famille pour le nom du groupe et en y ajoutant « Feu », « qui "l'enterre" accompagné d'un point d'exclamation pour le "ressusciter" ».
La maison où Chatterton mourut fut démolie, mais une « blue plaque » marque le site sur Brooke Street, dans la Cité de Londres (qui ne doit pas être confondue avec Brook Street dans Mayfair).

### Œuvres de Chatterton
(en)
- Thomas Chatterton, The works of Thomas Chatterton, 1803, University of California Libraries
- Thomas Chatterton, Selected Poems of Thomas Chatterton, 2003 (Fyfield Books)
- Thomas Chatterton, The Works of Thomas Chatterton, Vol. 1, 2017, Forgotten Books
- Thomas Chatterton, The Works of Thomas Chatterton, 2013, Cambridge University Press

(fr)
- Thomas Chatterton, Poèmes du Cycle de Rowley, Georges Lamoine (traduction), 2009, collection Paroles d'ailleurs

### Travaux sur Thomas Chatterton
- Lucien d'Azay, Le faussaire et son double : Vie de Thomas Chatterton, 2009, Les Belles Lettres

### Source partielle
- Marie-Nicolas Bouillet  et Alexis Chassang (dir.), « Thomas Chatterton » dans Dictionnaire universel d’histoire et de géographie, 1878 (lire sur Wikisource).